# Ejrene
Ejrene, Eirene (gr. Εἰρήνη Eirḗnē ‘pokój’) – w mitologii greckiej bogini pokoju, córka Zeusa i Temidy. 
Wyobrażana z małym Plutosem (bóstwem bogactwa) na ręce, rogiem obfitości i gałązką oliwną. Nazywana „matką bogactwa i czarów wiosny”. Jedna z hor, utożsamiana z rzymską Pax. Była szczególnie czczona w Atenach, gdzie Kimon wystawił jej ołtarz, a później obchodzono jej święto w 16 dniu miesiąca Hekatombajon (z początkiem sierpnia), bardzo uroczyście i z wieloma ofiarami. Jej dziećmi były Bareja i Kamida.